# Bahía Inmunda
La Bahía Inmunda (en griego: Ακαθαρτοσ Κολποσ; en latín: Sinus Immundus) es un entrante de agua en la costa egipcia del Mar Rojo. Se sitúa ligeramente al norte del Trópico de Cáncer. La localidad que se encuentra en la sección más interna de la bahía es Berenice. La parte septentrional de la Bahía Inmunda es una península llamada Ras Banas.
Muchas islas se encuentran el la bahía:
- Isla Mukawwa
- Isla de San Juan
- Isla Rocosa

Estas islas se formaron por un empuje hacia arriba de una roca cerca del manto durante la convergencia de dos placas continentales debajo del Mar Rojo.
La Bahía Inmunda es popular entre los turistas por sus oportunidades de bucear. Corrientes fuertes y peligrosas la limitan sólo a buceadores experimentados para algunos lugares donde pueden observar corales.
- Datos: Q3816158
- Multimedia: Foul Bay (Red Sea) / Q3816158